# Opium (film fra 1919)
Opium er en tysk stumfilm fra 1919 af Robert Reinert.

## Medvirkende
- Eduard von Winterstein som Professor Gesellius
- Sybill Morel som Sin / Magdalena
- Werner Krauss som Nung-Tschang
- Friedrich Kühne som Richard Armstrong
- Hanna Ralph som Maria Geselius